# Abbie McManus
Abbie McManus (* 14. Januar 1993 in Prestwich) ist eine englische ehemalige Fußballspielerin. Sie spielte von 2009 bis 2019 mit einer kurzen Unterbrechung für den Manchester City WFC und wechselte dann zum Stadtrivalen United. Von 2021 bis 2022 spielte sie für Leicester City. Zwischen 2018 und 2020 spielte sie achtzehnmal für die englische Nationalmannschaft der Frauen.

## Werdegang

### Vereine
McManus begann das Fußballspielen mit ihrem drei Jahre älteren Bruder Scott zunächst in einer Knabenmannschaft und ging dann zu den Bury Girls, wo sie 2008 als Most „Improved Player“ U-16-Spielerin ausgezeichnet wurde. 2009 ging sie zu Manchester City WFC und spielte in der Northern Division der FA Women's National League. In ihrer ersten Saison, die Manchester auf dem 4. Tabellenplatz beendete, kam sie in 14 von 22 Ligaspielen zum Einsatz und stand dabei neunmal in der Startelf. Diese Platzierung wurde in der folgenden Saison wiederholt, wobei sie es auf 17 Einsätze brachte, davon 14 in der Startelf. In der Saison 2011/12 gewannen die Citizens die Meisterschaft der Northern Division. McManus kam dabei wieder in 17 Spielen zum Einsatz und stand wieder 14-mal in der Startelf. 2012/13 spielte ManCity dann in der National Division der FA Women's Premier League und belegte dort den vierten Platz, wobei sie wieder in 17 Spielen eingesetzt wurde, aber nun 16-mal in der Startelf stand.
Zur Saison 2013/14 wurde sie zu den Sheffield FC Ladies transferiert, die in der Northern Division der FA Women's Premier League die Meisterschaft errangen. Für den ältesten Fußballverein der Welt brachte sie es auf dreizehn Ligaspiele.
Zur Saison 2014 kehrte sie zu ManCity zurück, das seitdem in der FA Women’s Super League spielt. Sie kam dabei in 12 von 14 Spielen zum Einsatz und stand dabei immer in der Startelf. Mit dem fünften Platz behauptete sich die Mannschaft in der Liga. 2015 wurde die Vizemeisterschaft errungen, sie kam dabei aber nur in der Hälfte der Spiele zum Einsatz. 2016 konnte dann die erste Meisterschaft gefeiert werden, wobei sie in neun von 16 Spielen mitwirkte. In der UEFA Women’s Champions League 2016/17 stand sie in den vier Spielen des Viertel- und Halbfinales über jeweils 90 Minuten auf dem Platz. Im Halbfinale gegen Olympique Lyon kam das Aus nach einer 1:3-Heimniederlage und einem 1:0-Auswärtssieg.
In der „Spring Series“ genannten kurzen Übergangssaison 2017 kam sie nur in drei von acht Spielen zum Einsatz. Diese kurze Saison endete ebenso mit der Vizemeisterschaft wie die folgende, nun an den normalen europäischen Spielkalender angepasste Saison 2017/18 in der sie dann wieder 16 von 18 Spielen mitmachte.
In der UEFA Women’s Champions League 2017/18 kam sie in allen acht Spielen zum Einsatz. Die Citizens scheiterten erneut im Halbfinale an Lyon. Im Juli 2018 nahm sie mit der Mannschaft am erstmals ausgespielten Women’s International Champions Cup teil, wo im Halbfinale erneut Lyon der Gegner war. Mit 0:3 wurde auch dieses Spiel verloren. Das Spiel um Platz 3 konnte dann mit 2:1 gegen Paris Saint-Germain gewonnen werden.
2018/19 wurde ManCity erneut Zweiter, sie wurde dabei in 13 Spielen eingesetzt. In der UEFA Women’s Champions League 2018/19 kam sie aber nur zu zwei Einsätzen, da bereits im Sechzehntelfinale Schluss war, wo nach einem 1:1 bei Atlético Madrid das Heimspiel mit 0:2 verloren wurde.
Zur Saison 2019/20 wechselte sie zum Lokalrivalen und Aufsteiger Manchester United. Ihr erstes Ligaspiel bestritt sie dabei gegen ihren vorherigen Verein und verlor mit 0:1. Beim COVID-19-bedingten Abbruch der Saison stand
United auf dem vierten Platz. Im Januar 2021 wurde sie an Tottenham Hotspur ausgeliehen. Im Juli 2021 erhielt sie einen Vertrag bei Leicester City.
Im Januar 2023 brach sie sich das Bein und fiel mehrere Monate aus. Im September 2023 gab sie ihr Karriereende bekannt.

### Nationalmannschaften
McManus spielte 2016 sechsmal für die englische U-23-Mannschaft. Im Februar 2018 erhielt sie eine Einladung zur A-Nationalmannschaft. Sie wurde für den SheBelieves Cup 2018 nachnominiert, nachdem sich u. a. ihre ManCity-Mitspielerin Steph Houghton verletzt hatte. Am 1. März kam sie dann beim 4:1-Sieg gegen Frankreich zu ihrem ersten Einsatz, als sie in der 14. Minute nach einer Verletzung von Anita Asante, für die es dadurch das letzte Länderspiel war, eingewechselt wurde. Bei den beiden anderen Spielen des Turniers spielte sie dann jeweils über 90 Minuten.
Es folgten vier je 90-minütige Einsätze in den letzten fünf Spielen der Qualifikation zur WM 2019. Die Engländerinnen gaben nur beim torlosen Remis im Heimspiel gegen Wales einen Punkt ab und qualifizierten sich vorzeitig für die WM.
Im März 2019 gewann sie dann erstmals den SheBelieves Cup und wurde dabei in zwei Spielen eingesetzt. Es folgte noch ein Einsatz bei der 0:1-Heimniederlage gegen Kanada und am 8. Mai die Nominierung für die WM. Bei der WM kam sie in den ersten beiden Gruppenspielen und im abschließenden Spiel um Platz 3, das mit 1:2 gegen Schweden verloren wurde, zum Einsatz.

## Erfolge
- Northern-Division-Siegerin 2011/12  (Manchester City) und 2013/14 (Sheffield FC)
- WSL-Siegerin: 2016 (Manchester City)
- WSL-Cup-Siegerin 2014, 2016, 2018/2019 (Manchester City)
- FA-Women’s-Cup-Siegerin: 2016/2017, 2018/2019 (Manchester City)
- 2019: SheBelieves-Cup-Siegerin

## Privates
Abbie McManus ist mit der englischen Handballspielerin Holly Lam-Moores liiert.